# Combinaison de plongée
 (février 2011).
Si vous disposez d'ouvrages ou d'articles de référence ou si vous connaissez des sites web de qualité traitant du thème abordé ici, merci de compléter l'article en donnant les références utiles à sa vérifiabilité et en les liant à la section « Notes et références ».

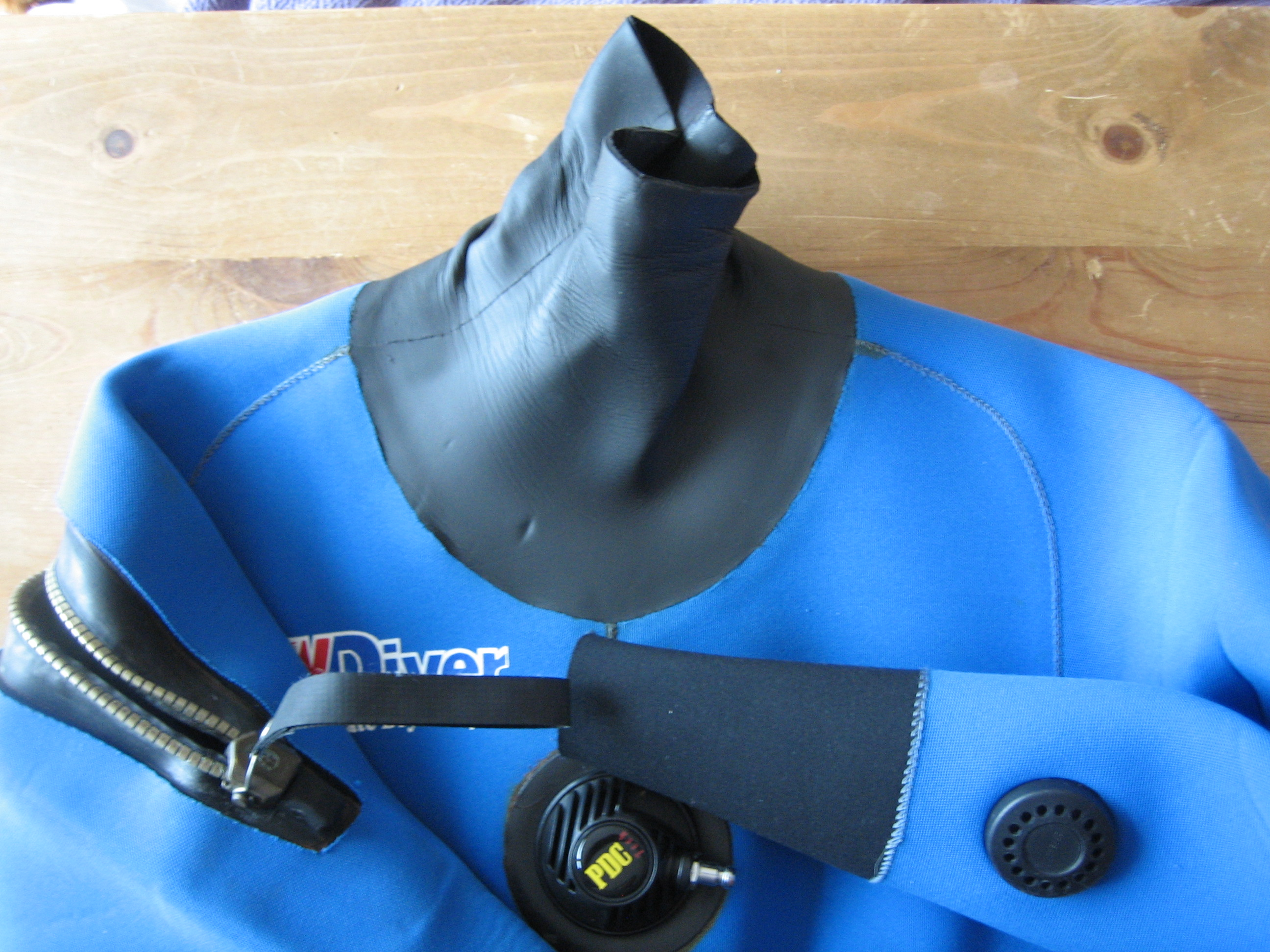
Combinaison étanche en néoprène

La combinaison de plongée est un vêtement isothermique porté par les adeptes de plongée bouteille, les pratiquants du snorkeling, les chasseurs sous-marins et les apnéistes pour se protéger du froid.
En plongée sous-marine, les pertes caloriques sont importantes en raison des échanges thermiques entre l'eau et la peau des nageurs. Il est donc nécessaire de se protéger, de manière plus ou moins complète, en fonction de la température de l'eau, de la profondeur et de la durée de la plongée.

## Composition
Les combinaisons de plongée sont faites pour la majorité de néoprène, une matière caoutchouteuse noire, d'épaisseur variable (de 1 à 10 mm) qui préserve le plongeur du froid tout en lui permettant une certaine liberté de mouvement.   
L’intérieur peut être en néoprène refendu, le plongeur doit alors savonner la combinaison pour l'enfiler ou en jersey qui est plus simple à revêtir.   
Les adeptes de la première disent qu'elle tient plus chaud. [réf. nécessaire]
Le néoprène est généralement recouvert sur une ou deux faces par un tissu de polyuréthane ou d'une autre matière élastique.
Celle-ci doit être confortable pour les plongeurs. Il y a parfois une fine couche d'air entre les couches de la combinaison car l'air est un très bon isolant.

## Combinaison humide

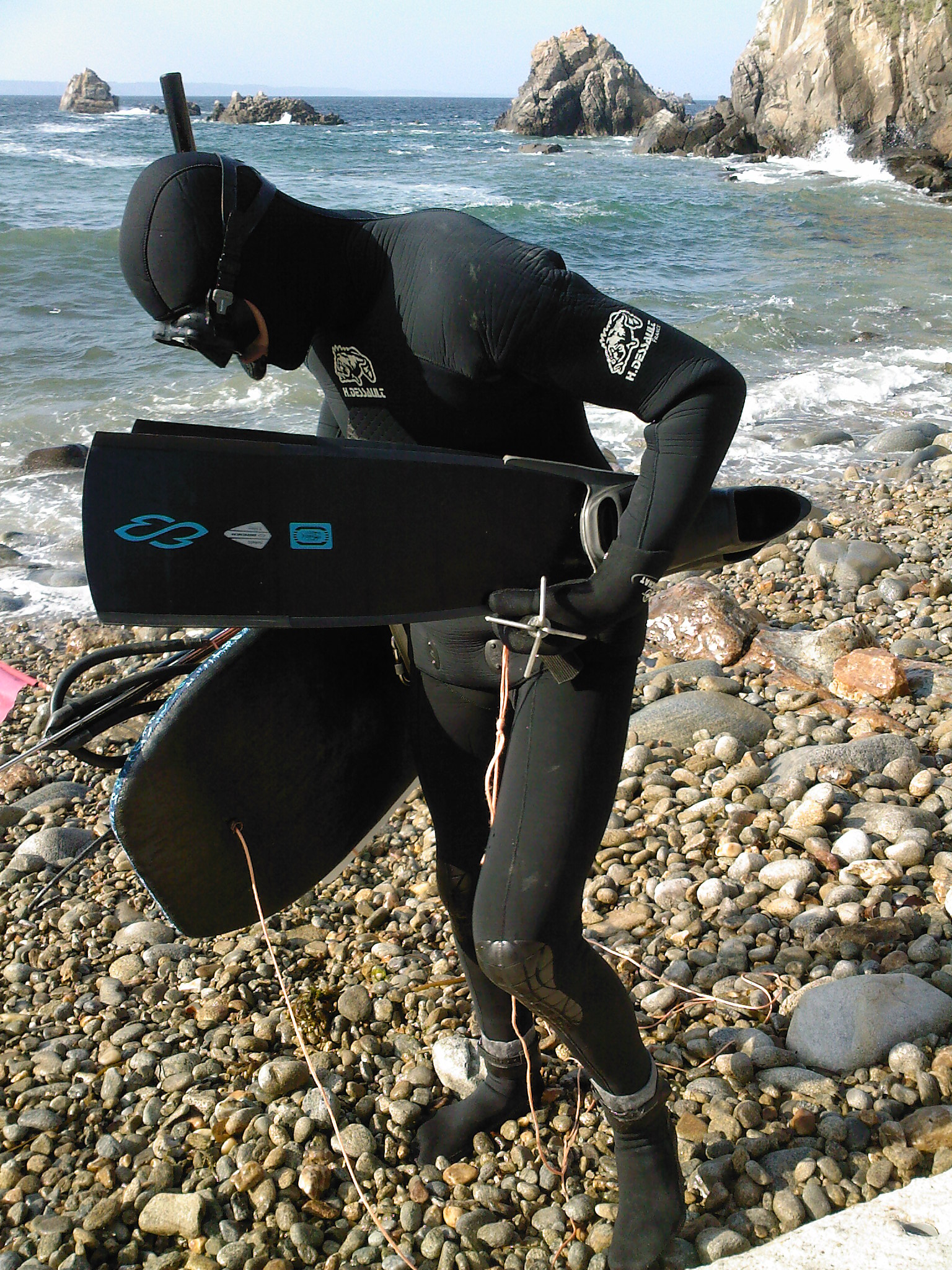
Chasseur sous-marin équipé d'une combinaison humide

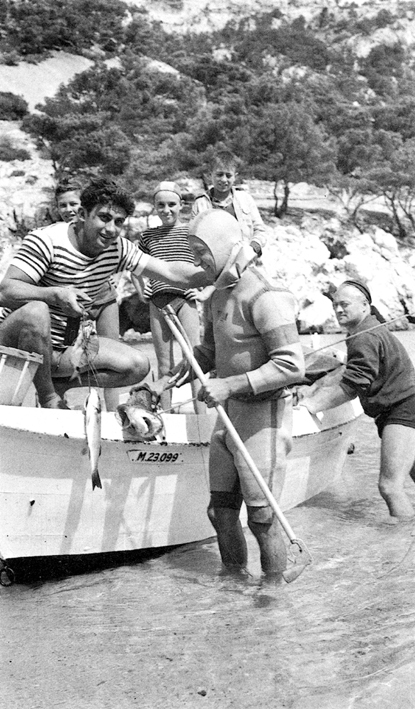
Georges Beuchat, invention de la combinaison isothermique

La combinaison humide (ou combinaison isothermique) a la particularité de laisser entrer l'eau. Cette fine couche d'eau, entre la peau et la combinaison, se réchauffe au cours de la plongée. Mais la circulation de l'eau, provoquée par les mouvements, tend à remplacer le fluide réchauffé. 
Pour l'apnée et la chasse, elle se compose, en général, d'une veste avec cagoule, d'un pantalon et d'une paire de chaussons. On peut y adjoindre une paire de gants. Les vestes de chasse sont équipées d'une protection sur le plexus pour faciliter le chargement du fusil.
Pour la plongée en bouteille, la tendance est au combi constitué d'une combinaison intégrale mono-pièce, d'une cagoule amovible et d'un shorty (combinaison courte). Cet ensemble modulaire permet ainsi de plonger en mer tropicale comme en mer tempérée.
Une « souris de plongée » est une combinaison de plongée à manches courtes ou longues destinée à protéger du froid.

### Invention

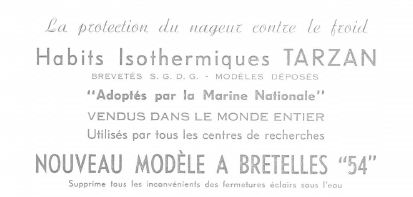
Combinaison « TARZAN »

La première combinaison isothermique fut créée par Georges Beuchat en 1953. Il est aussi le créateur de la première société de matériel subaquatique au monde Beuchat en 1934.
- Invention en 1953 de la première combinaison isothermique
- Invention en 1963 de la combinaison « TARZAN » héritière de la première combinaison isothermique
- Invention en 1966 de la première combinaison pour femme

## Combinaison étanche

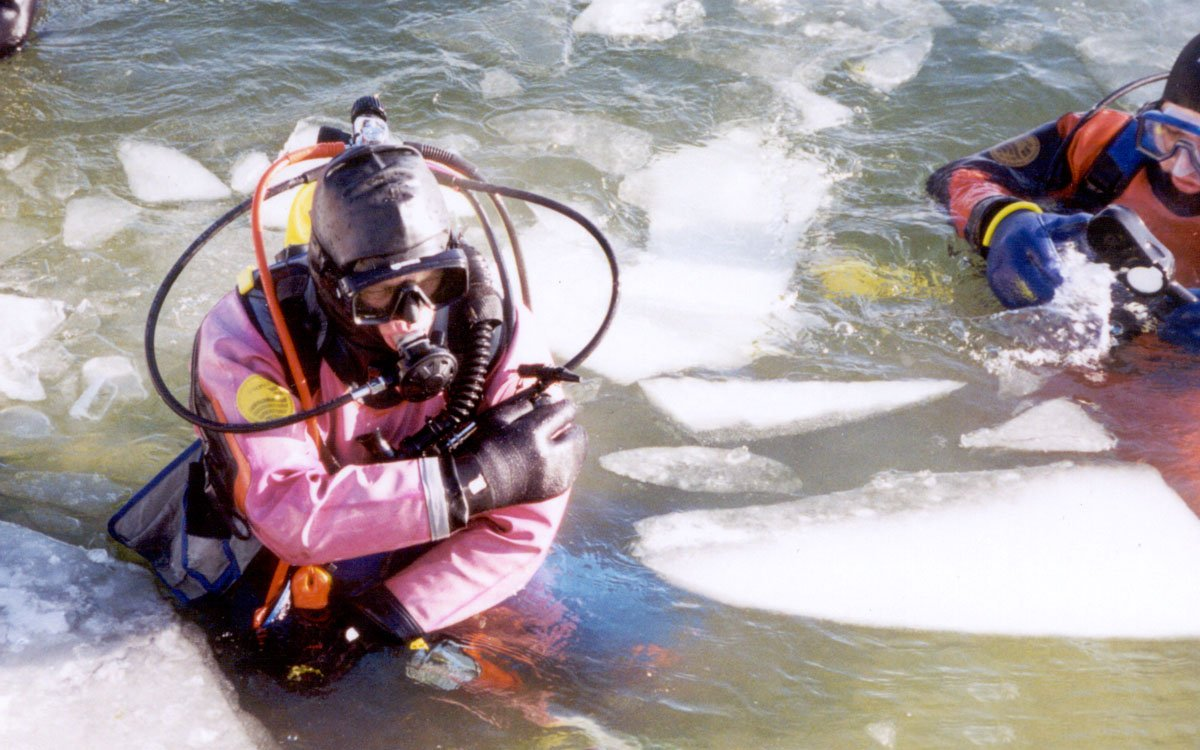
La combinaison étanche permet de plonger dans de l’eau très froide

La combinaison étanche a la particularité de ne pas laisser entrer d'eau du tout. On peut en trouver trois modèles différents, la combinaison en néoprène, la combinaison en néoprène compressé, et la combinaison en trilaminé composée de trois couches de tissus différents avec un pouvoir isolant moindre mais avec une résistance accrue aux déchirures. Un inflateur relié à la bouteille par l'intermédiaire du détendeur permet d'y injecter de l'air. Ce mécanisme évite au plongeur de subir l'écrasement du vêtement
lors de l’augmentation de la pression (qui induit donc une diminution du volume). Le gaz ainsi ajouté permet de former une couche d'air qui servira d'isolant thermique. Ce volume additionnel a pour avantage de pouvoir ajuster sa flottabilité mais, en raison de la configuration de la combinaison, peut aussi être un inconvénient : l'air pouvant circuler librement à l'intérieur, peut se concentrer dans le bas du corps et entrainer une remontée incontrôlée, les pieds vers le haut.
Une purge pipi peut être ajoutée afin d'évacuer l'urine hors de la combinaison étanche durant la plongée.
La combinaison étanche est souvent complétée par le port d'une ou plusieurs couches de vêtements en dessous, configuration quasiment même inévitable avec une trilaminée en raison de son absence de pouvoir isolant.
Les plongeurs techniques qui utilisent du trimix ou de l'héliox, en raison de la grande conductivité thermique de l'hélium, utilisent souvent une petite bouteille d'argon (plus cher mais meilleur isolant que l'air) et un détendeur séparé pour gonfler leur combinaison
La flottabilité est une force s’exerçant sur des corps immergés dans un fluide (liquide ou gazeux), et donc soumis à la poussée d’Archimède. Elle s’oppose à la force de gravité, puisqu’elle est dirigée de bas en haut.
Selon le rapport entre son poids et la poussée d’Archimède, un corps peut avoir une flottabilité neutre, positive ou négative. Dans ces trois cas, les objets vont respectivement flotter entre deux eaux, remonter vers la surface ou couler.
La flottabilité est liée à la densité de la tenue sur laquelle elle s'applique. Les personnes possédant plus de graisse que d'autres flottent par exemple mieux, car la densité de la graisse (0,95) est plus faible que celle des muscles (1,05). donc cette tenue est conçue essentiellement pour mieux flotter, tout en permettant une isolation thermique.